# Paolo Barilla
Pas d'image ? Cliquez ici
Paolo Barilla, né le 20 avril 1961 à Milan, est un ancien pilote automobile Italien. 
Auteur d'un modeste passage en Formule 1, il s'est surtout distingué dans les épreuves d'endurance, ayant notamment remporté les 24 Heures du Mans en 1985.

## Biographie

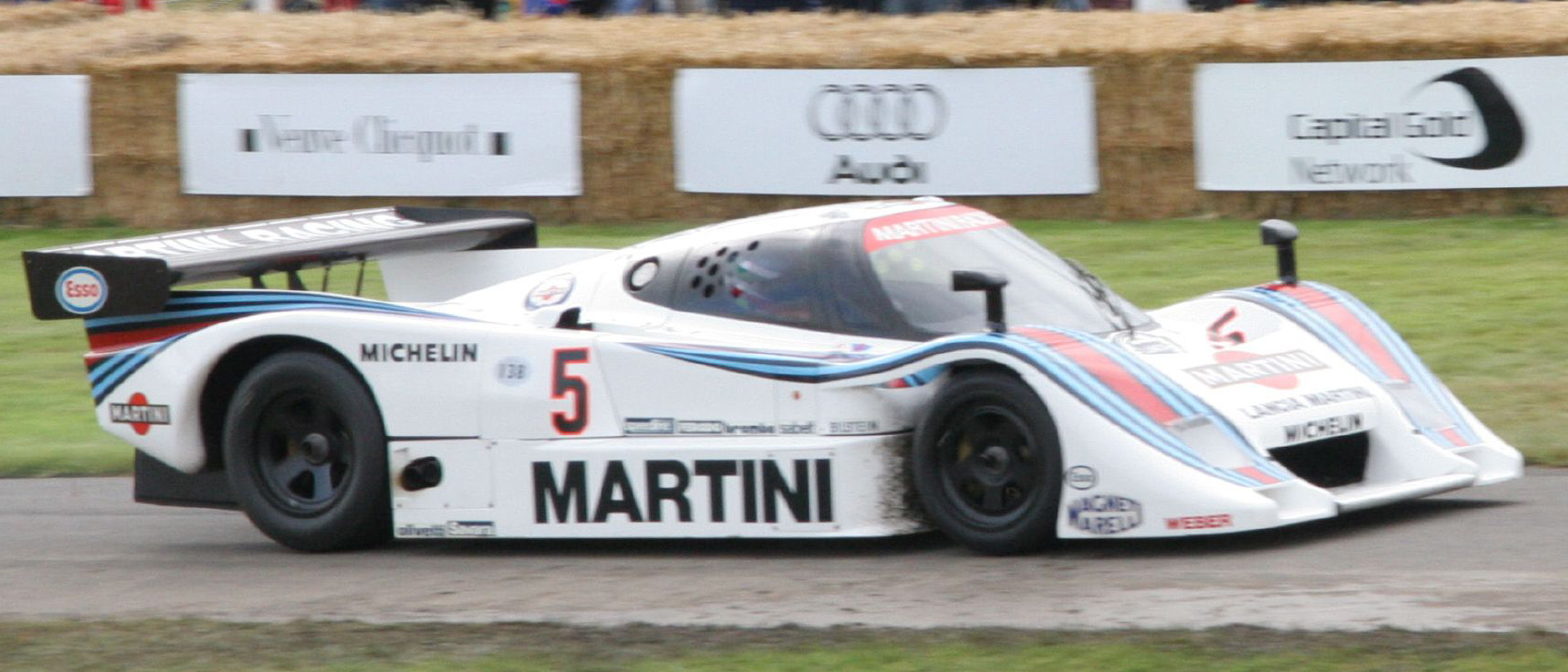
La Lancia LC2 no 5 de l'équipage Barilla-Baldi-Heyer, aux 24 Heures du Mans 1984.

Paolo Barilla est l'un des héritiers de la famille Barilla, célèbre pour ses pâtes. Auteur d'une belle carrière en karting (champion d'Italie en 1976), il accède au sport automobile en 1980, d'abord dans le championnat de Formule Abarth, puis dans le championnat d'Italie de Formule 3, qu'il termine à une belle troisième place en 1981. L'année suivante, il passe dans le championnat d'Europe de Formule 2 avec la Scuderia Minardi, mais les résultats ne suivent pas.
En 1983, il décide d'orienter sa carrière vers le championnat du monde d'endurance. Il y pilote tout d'abord pour Scuderia Mirabella, puis pour Martini Racing (1984), pour le Joest Racing (qui engage des Porsche) en 1985 (sur 956) et 1986 (sur 962 et 956) et avec lequel il remporte en 1985 les 24 Heures du Mans en équipage avec Klaus Ludwig et John Winter, enfin pour le Toyota Team Tom's (1988 et 1989). Il participe au total à six reprises à l'épreuve mancelle entre 1983 et 1989, dont deux avec Ludwig et Winter. En 1985 également, il gagne les deux épreuves du championnat Interserie auxquelles il participe, à Most et au Nürburgring avec la 956. L'année suivante il remporte encore en début de saison les 3 Heures de Miami avec une 962 du Bridgestone-Bayside team, qui lui permet d'effectuer une saison complète en Championnat IMSA GT (deux autres podiums, à Riverside et à Lime Rock, puis une cinquième place lors de la finale à Daytona).
À partir de 1987, Barilla retrouve les monoplaces, et il dispute le championnat international de Formule 3000 ainsi que celui du Japon. Mais comme du temps de la Formule 2, ses résultats y sont très médiocres, et il ne doit qu'à ses bons résultats en endurance de faire toujours parler de lui (citons notamment sa prestation aux 12 Heures de Sebring 1988). Fort de ses appuis financiers, il parvient tout de même à obtenir en 1989 un essai en Formule 1 chez Minardi, qui débouche sur sa participation en fin de saison au GP du Japon, en remplacement de Pierluigi Martini, malade. Auteur d'une prestation correcte bien que contraint à l'abandon, il est titularisé pour l'ensemble de la saison 1990, mais il ne tarde pas à montrer ses lacunes dans la spécialité. Nettement dominé par son principal équipier Pierluigi Martini, il manque à plusieurs reprises sa qualification et se fait finalement limoger à quelques manches du terme du championnat.
À 29 ans, conscient de certaines de ses limites, Barilla met un frein à ses activités sportives (il pilotera jusqu'en 1997 dans des catégories secondaires, comme le supertourisme italien) pour se concentrer désormais sur son rôle dans l'entreprise familiale.

## Résultats aux 24 Heures du Mans
| Année | Voiture            | Équipe            | Équipiers                                | Résultat  |
| ----- | ------------------ | ----------------- | ---------------------------------------- | --------- |
| 1983  | Lancia LC2-Ferrari | Martini Lancia    | Jean-Claude Andruet / Alessandro Nannini | Abandon   |
| 1984  | Lancia LC2-Ferrari | Martini Lancia    | Mauro Baldi / Hans Heyer                 | Abandon   |
| 1985  | Porsche 956        | Joest Racing      | Klaus Ludwig / John Winter               | Vainqueur |
| 1986  | Porsche 956        | Joest Racing      | Klaus Ludwig / John Winter               | Abandon   |
| 1988  | Toyota 88C         | Toyota Team TOM'S | Tiff Needell / Hitoshi Ogawa             | 24e       |
| 1989  | Toyota 89C-V       | Toyota Team TOM'S | Ross Cheever / Hitoshi Ogawa             | Abandon   |

## Autres victoires et podiums notables en endurance
- Victoires aux 1 000 kilomètres de Fuji, en 1986 (avec Piercarlo Ghinzani), et 1989 (avec Ogawa);
  - 2e des 1 000 kilomètres de Kyalami en 1984 (avec Bob Wollek);
  - 2e des 12 Heures de Sebring en 1988;
  - 3e des 1 000 kilomètres de Monza en 1984;
  - 3e des 1 000 kilomètres du Nürburgring en 1984, et en 1988 (avec Wollek);
  - 3e des 1 000 kilomètres d'Hockenheim en 1985.

## Résultats en championnat du monde de Formule 1
| Saison | Écurie           | Châssis   | Moteur      | Pneus   | GP disputés | Points inscrits | Classement |
| ------ | ---------------- | --------- | ----------- | ------- | ----------- | --------------- | ---------- |
| 1989   | Minardi F1 Team  | M189      | Cosworth V8 | Pirelli | 1           | 0               | Nc.        |
| 1990   | SCM Minardi Team | M189 M190 | Cosworth V8 | Pirelli | 8           | 0               | Nc.        |